# Ashley Grace
Ashley Grace Pérez, née le 27 janvier 1987 à Lake Charles (Louisiane), est une chanteuse et auteur-compositeur mexicain-américain. Elle est la chanteuse du groupe pop-country Ha*Ash,.

## Discographie

### Avec le groupeHa*Ash
- 2003 : Ha*Ash
- 2005 : Mundos Opuestos
- 2008 : Habitación Doble
- 2011 : A Tiempo
- 2014 : Primera fila: Hecho realidad
- 2017 : 30 de febrero
- 2019 : En vivo

## Filmographie

### Films
- 2009 : Igor : Heidi (voix)[4]
- 2016 : Sing, Ven y canta!: Ash (voix)[5]

### Séries et émissions
- 2012: La voz México : elle-même/juge[6]
- 2015 : Me pongo de pie: elle-même/juge[7]
- 2018 : Festival de Viña del Mar: elle-même/juge[8]

## Distinctions
- 2009: (ASCAP) Composition de l'année / Chanson: No te quiero nada[9],[10].
- 2012: (SACM) Composition de l'année / Chanson:  Te dejo en libertad[11].
- 2013: (SACM)  Composition de l'année / Chanson :  ¿De dónde sacas eso?[11].
- 2015: (SACM)  Composition de l'année / Chanson :  Perdón, perdón[11].
- 2016: (SACM)  Composition de l'année / Chanson :  Lo aprendi de ti[11].